# Silpha carinata
Silpha carinata es una especie de escarabajo carroñero del género Silpha, categorizada en la tribu Silphini, de la subfamilia Silphinae. Fue descrita por Herbst en 1783.

## Distribución
Se distribuye por Europa: Albania, Austria, Bielorrusia, Bélgica, Bulgaria, Croacia, Chequia (Bohemia, Moravia), Dinamarca, Estonia, Finlandia, Francia, Alemania, Hungría, Italia, Letonia, Lituania, Luxemburgo, Moldavia, Países Bajos, Noruega, Polonia, Rumania , Rusia, Eslovaquia, Eslovenia, Suecia, Suiza, Reino Unido y Asia: Armenia y Mongolia.